# Plieščanicy
Plieščanicy (en biélorusse : Плешчаніцы) est une commune urbaine de Biélorussie. Sa population s'élève à 5 829 habitants en 2015.